# Dremomys rufigenis
Dremomys rufigenis es una especie de roedor de la familia Sciuridae.

## Distribución geográfica
Se encuentran en Camboya, China, India, Laos, Malasia, Birmania, Tailandia y Vietnam.